# Rio Corubal
Der Rio Corubal ist ein westafrikanischer Nebenfluss des Geba. Der Fluss ist circa 560 Kilometer lang und bildet für einige Kilometer die Grenze zwischen den Staaten Guinea und Guinea-Bissau.

## Verlauf
Der Fluss entspringt als Tomine im Bergland Fouta Djallon in Guinea. Er verläuft zunächst in westliche Richtung und schwenkt nach gut 50 km auf Nord. Bei der Stadt Gaoual nimmt er seinen ersten großen Nebenfluss, den Koumba auf, der so wie er das Fouta Djallon entwässert. Mit der Mündung des Koumba schwenkt er leicht auf West, um nach weiteren 100 km ganz in westlicher Richtung, der Grenze zu Guinea-Bissau entgegen, zu fließen. Der Fluss überquert die Grenze zwischen Guinea und Guinea-Bissau und bildet diese für einige Kilometer. Nach der Grenze ändert er seinen Namen auf Corubal und nimmt wenig später seinen zweiten großen Nebenfluss, den ebenfalls aus Guinea kommenden Feline, auf. In Guinea-Bissau bildet er die Grenze der Region Bafatá zu den benachbarten Regionen Quinara und Tombali und mündet schließlich circa 50 Kilometer nördlich der Stadt Bissau in das Ästuar des Geba.

## Hydrometrie
Durchschnittliche monatliche Durchströmung des Corubal gemessen an der hydrologischen Station bei Saltinho amont in m³/s.
- Diagrammdaten:
- Definition |
- Rohdaten |
- Hilfe

## Einzugsgebiet
Je nach Quelle wird das Einzugsgebiet mit Werten zwischen 23,883 und 26.600 km² angegeben. Es befindet sich zu etwa drei Viertel in Guinea und zu einem in Guinea-Bissau.

## Flora und Fauna
Nahe der Quelle des Flusses gibt es an den Ufern des Rio Corubal Mangroven-Wälder und Marschland. Diese Gebiete sind stark von Malariamücken befallen.
In der Flussregion leben außerdem die meisten Antilopen Guinea Bissaus. Auch kleinere Populationen von Flusspferden sind dort zu finden.
Zwischen dem oberen Abschnitt des Rio Grande de Buba und dem Unterlauf des Corubal erstreckt sich der Parque Natural das Lagoas de Cufada.